# Бреј ан Вал
Бреј ан Вал (фр. Bray-en-Val) насеље је и општина у централној Француској у региону Центар (регион), у департману Лоаре која припада префектури Орлеан.
По подацима из 2011. године у општини је живело 1375 становника, а густина насељености је износила 61,6 становника/km². Општина се простире на површини од 22,32 km². Налази се на средњој надморској висини од 120 метара (максималној 147 m, а минималној 107 m).

## Демографија
| 1962. | 1968. | 1975. | 1982. | 1990. | 2011. |
| ----- | ----- | ----- | ----- | ----- | ----- |
| 668   | 702   | 744   | 837   | 902   | 1.375 |

График промене броја становника у току последњих година